# Боксер (оружје)
Боксер (познат и као гвоздена песница) је хладно оружје које се користи у борби прса у прса. Дизајниран је да се носи око зглобова шаке. Упркос имену које сугерише да је од месинга, често се прави од других метала, пластике или карбонских влакана.
Сврха боксера је да сачува и концентрише снагу ударца усмеравајући је на тврђу и мању додирну површину, што доводи до већег оштећења ткива, укључујући повећану вероватноћу прелома костију мете. Проширени и заобљени део за длан такође распоређује повратну силу преко длана нападача, коју би иначе апсорбовали прсти, чиме се смањује ризик од повреде прстију нападача.
Ово оружје је контроверзно због лакоће скривања и његово поседовање и употреба су илегални у многим земљама.

## Историја и варијације
Током 19. века, боксери од ливеног гвожђа, месинга, олова и дрвета прављени су у Сједињеним Државама током Америчког грађанског рата (1861–1865). Војници су често куповали боксере од ливеног гвожђа или месинга. Ако нису могли да их купе, правили су их сами од дрвета или су их лили у камповима топљењем оловних метака у калупима направљеним у земљи.
Неки боксери имају заобљене прстенове, који повећавају јачину удараца и наносе умерену до тешку штету. Други инструменти, који се генерално не сматрају „боксерима“, могу имати шиљке, оштре врхове и сечива. Ови уређаји долазе у много варијација и називају се разним именима, укључујући „ножеве са зглобовима“.
До краја 19. века, боксери су уграђивани у различите врсте пиштоља, као што је Апач револвер који су користили криминалци у Француској крајем 19. и почетком 20. века. Током Првог светског рата, војска САД је издала два различита ножа са боксером: амерички модел 1917 и амерички модел 1918 Марк I рововски нож. Боксери и ножеви са боксером такође су се производили у Енглеској у то време, а британски војници су их приватно куповали. Саветовано је да се боксери од месинга не полирају, јер би тамњење месинга служило као камуфлажа на бојном пољу.
До Другог светског рата, боксери и ножеви са боксером били су веома популарни и код америчких и код британских војника. Рововски ножеви модела 1918 поново су издати америчким падобранцима. Значајан нож са боксером који је и даље у употреби је Cuchillo De Paracaidista, који се издаје аргентинским падобранцима. Тренутни модели имају сечиво за хитне случајеве у штитнику.

## Легалност и дистрибуција
Поседовање боксера је илегално у неколико земаља и регија, укључујући: Хонгконг, Аустрију, Белгију, Канаду, Данску, Босну и Херцеговину, Хрватску, Кипар, Финску, Француску, Немачку, Грчку, Мађарску, Израел, Ирску, Малезију, Холандију, Норвешку, Пољску, Португалију, Русију, Шпанију, Шведску, Сингапур, Тајван, Турску, и Уједињено Краљевство.
У Србији, боксери се сврставају у хладно оружје категорије А, чија је набавка, држање и ношење забрањено физичким лицима, осим у случају колекционарских дозвола под посебним условима. У колоквијалном говору се називају „боксер”.
У Сједињеним Америчким Државама, боксери нису забрањени на савезном нивоу, али различити закони на нивоу савезних држава, округа и градова регулишу или забрањују њихову куповину и/или поседовање. У 21 савезној држави су потпуно забрањени. Неки закони захтевају да купци буду старији од 18 година. Већина држава има статуте који регулишу ношење оружја, а неке посебно забрањују боксере или „металне зглобове“. Неке компаније производе копче за каишеве или украсне притискиваче за папир који функционишу као боксери. Боксери направљени од пластике пласирани су на тржиште као „непрепознатљиви за метал-детекторе на аеродромима“, али су у многим државама, попут Њујорка, такође забрањени заједно са металним.